# 5 Armia Ogólnowojskowa
5 Armia Ogólnowojskowa odznaczona Orderem Czerwonego Sztandaru (ros. 5-я Краснознаменная общевойсковая армия) – związek operacyjny wojsk lądowych Sił Zbrojnych Federacji Rosyjskiej, stacjonujący we Wschodnim Okręgu Wojskowym.
Dowództwo i sztab stacjonuje w mieście Ussuryjsk.